# 合唱交響曲

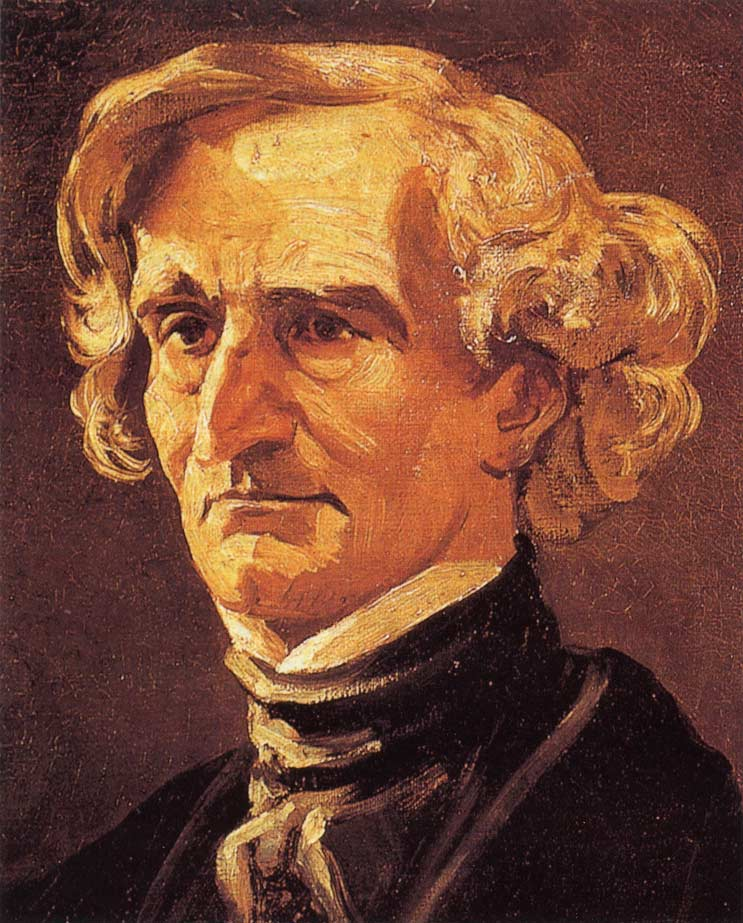
自作の『ロメオとジュリエット』に対し、初めて「合唱交響曲」という用語を使用したエクトル・ベルリオーズ。

合唱交響曲（がっしょうこうきょうきょく、仏: Symphonie chorale）は、内容的、全体の音楽構造はおおまかに交響曲形式に準拠しつつ、管弦楽、合唱、そして時に独唱者のために書かれた音楽作品である。この意味における「合唱交響曲」という用語はエクトル・ベルリオーズが自作の『ロメオとジュリエット』を表現すべく、同作品への5段落から成る序文において用いた造語であった。これにじかに先立つ合唱交響曲はルートヴィヒ・ヴァン・ベートーヴェンの交響曲第9番である。ベートーヴェンの第9はフリードリヒ・シラーが著した「歓喜の歌」（Ode an die Freude）の一部を取り入れ、終楽章ではそのテクストが独唱者と合唱によって歌われる。これが主要作曲家が交響曲の内に楽器と同じ水準で人の声を使用した最初の例となっている。
フェリックス・メンデルスゾーンやフランツ・リストを筆頭に、19世紀の作曲家には合唱付き交響作品の創作によりベートーヴェンに続く者が少数現れた。このジャンルで特筆すべき作品は、20世紀になってグスタフ・マーラー、イーゴリ・ストラヴィンスキー、レイフ・ヴォーン・ウィリアムズ、ベンジャミン・ブリテン、ドミートリイ・ショスタコーヴィチら他により生み出されていった。20世紀の終わりから21世紀のはじめにかけてもピーター・マックスウェル・デイヴィス、譚盾、フィリップ・グラス、ハンス・ヴェルナー・ヘンツェ、クシシュトフ・ペンデレツキ、ウィリアム・ボルコム、ロバート・ストラスバーグらの作品としてこの分野への新作が登場した。
『合唱交響曲』という用語は、言葉の使用に由来する物語的、もしくは劇的な要素を混合しつつも、作品を交響曲にしたいという作曲者の意思を表している。このため、使われるテクストは重要な語句やフレーズを何度も繰り返す、変更する、順序を入れ変える、一部を省略するなどされ、言葉が物語とは異なる結果を求めて交響的に扱われることがしばしばある。音楽的着想を伝達するという管弦楽の役割が重要性において合唱や独唱者と同等である一方、テクストが交響曲としての基本的骨組みを決定していくことも珍しくない。交響曲であることを強調しつつも、合唱交響曲は往々にして音楽形式や内容面において、歌唱のない場面においても外的な物語の影響を受けている。

## 歴史

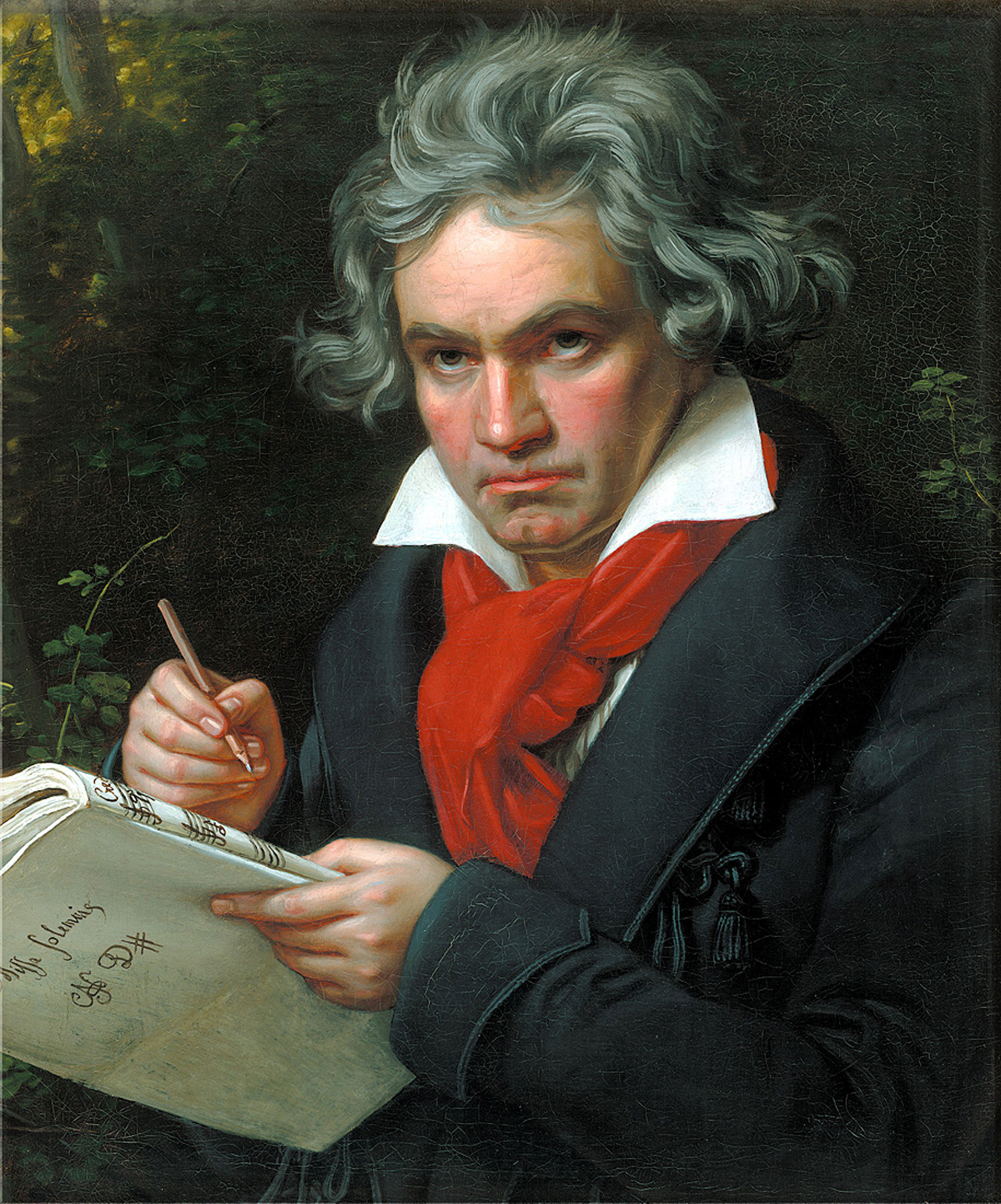
ルートヴィヒ・ヴァン・ベートーヴェンは交響曲第9番に歌詞と声楽を導入することによって交響曲というジャンルを再定義した。

交響曲は18世紀末までに最も権威ある器楽ジャンルとして確立された。その100年を通じて相当な熱意を注がれて発展し、多種多様な場面で登場していた頃には、演奏会の開始や締めの作品として用いられることが一般的で、中間には声楽や器楽の独唱者が必要な楽曲が置かれていた。注意を向けるべきテクストを欠いているが故に、交響曲は社会的、道徳的、知的な発想のための作品というよりも娯楽的な伝達手段と見られていた。規模と芸術的重要性が高まり、一部はハイドン、モーツァルト、ベートーヴェンがこの形式に注いだ努力の結果として、交響曲はより大きな権威を集めるようになる。時を同じくして器楽音楽に対する一般的な態度の変化が生じ、かつては不利な条件と看做されたテクストの欠如が長所であると考えらるようになった。
1824年、ベートーヴェンはこれまで器楽の分野であったところにテクストと声楽を導入した交響曲第9番により、交響曲というジャンルを再定義した。彼のこの行いが交響曲の将来に関する議論を巻き起こすことになる。リヒャルト・ワーグナーによれば、ベートーヴェンは言葉を用いることで「純器楽音楽の限界」を示し「重要なジャンルであった交響曲の終焉」を刻んだのだという。他の者はいかに進むのか - 合唱付きのフィナーレを擁する交響曲を書いて第9に負けんとすべきか、または純粋な器楽的流儀に則り交響曲の分野を発展させていくべきか - わからずにいた。音楽学者のマーク・エヴァン・ボンズの言によれば、最終的に交響曲は「すべてを包含する、音のみからなる範疇を超越した宇宙的ドラマである」と看做されるようになっていく。
ベートーヴェンのモデルに挑み、拡張を行った作曲家もいる。ベルリオーズは自身の合唱交響曲『ロメオとジュリエット』において声楽を用いて音楽と物語を融合し、交響曲の叙事詩的性質に対する斬新な試みを行ったが、オーケストラのみが語るその物語の重要な場面も温存した。これを行うことにより、ベルリオーズは後に続く作曲家に「交響曲の領域において形而上学的なもの扱う新規の方法論」を示したのだとボンズは書いている。メンデルスゾーンは交響曲第2番『賛歌』を合唱、独唱者と管弦楽のための作品として作曲している。作品を「交響カンタータ」と称し、彼は合唱を伴うフィナーレを9つの楽章に拡大、独唱者、レチタティーヴォ、合唱の部分を盛り込んだ。これによって声楽部分がそれ以前の純管弦楽の部分よりも長くなった。リストは2つの合唱交響曲を作曲している。それらは多楽章制に従いつつも、彼自身が交響詩において確立した作曲習慣、標題的な目標に沿ったものとなっている。

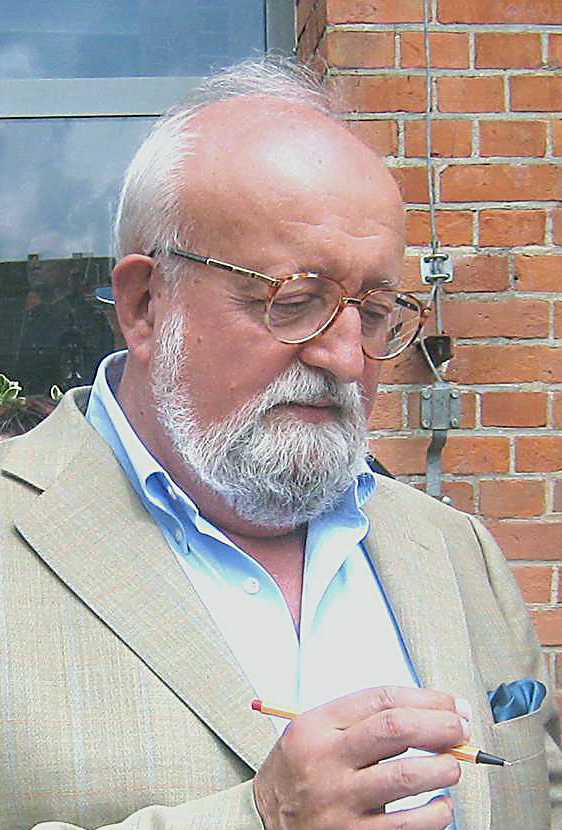
クシシュトフ・ペンデレツキは交響曲第7番でエルサレム市の3000年季を祝った。

リスト後にはマーラーが初期交響曲でベートーヴェンの遺産を受け継ぎ、ボンズはこれを「理想郷的フィナーレへの奮闘」と名付けた。この目的のためにマーラーは交響曲第2番『復活』の終楽章に合唱と独唱を起用した。交響曲第3番では2つの声楽入りの楽章の後に純器楽による終楽章を置き、交響曲第4番の場合は声楽入りの終楽章がソプラノにより歌われる。器楽のみによる作品である交響曲第5番、第6番、第7番の作曲後、マーラーは交響曲第8番で「祝祭的交響典礼」の傾向へ回帰する。この作品では作品全体を通してテクストが織り込まれている。マーラー以後は合唱交響曲は一般的なジャンルとなり、数多くの作品が次々に制作されていった。ブリテン、ラフマニノフ、ショスタコーヴィチ、ヴォーン・ウィリアムズなど、厳格に交響曲の様式に従った作曲家もいる。ハヴァーガル・ブライアン、アルフレート・シュニトケ、カロル・シマノフスキなどの作曲家は、交響曲形式の拡大もしくは全く異なる交響曲形式の使用を選択した。
合唱交響曲はその歴史を通じて特別な機会に合わせて作曲されてきた。最初期のものはメンデルスゾーンの交響曲第2番『賛歌』で、これはヨハネス・グーテンベルクの活版印刷発明400周年を祝うためにライプツィヒ市から委嘱されている。1世紀以上経った後、1973年にヘンリク・グレツキは天文学者のニコラウス・コペルニクス生誕500周年を祝うためとしてニューヨークのコシチュシュコ財団から委嘱を受け、『コペルニクス党』という副題を持つ交響曲第2番を作曲した。これら2つの作品の間に位置する1930年に、指揮者のセルゲイ・クーセヴィツキーがボストン交響楽団の創立50周年の記念としてストラヴィンスキーに依頼して完成されたのが『詩篇交響曲』である。また1946年には当時フランス国営放送を率いていたアンリ・バローが第二次世界大戦の終戦を記念し、ダリウス・ミヨーに委嘱したことで『テ・デウム』の副題を持つ交響曲第3番が生まれた。
20世紀の終盤、及び21世紀の初頭にはさらに多くのこうした交響曲が作曲された。ペンデレツキの交響曲第7番はエルサレムの3000年紀のために書かれた。譚盾の「Symphony 1997: Heaven Earth Mankind」は同年の中華人民共和国への香港返還を記念した作品であった。グラスの交響曲第5番は21世紀の初まりを祝うために委嘱された作品群の中のひとつである。

## 一般的特徴
合唱交響曲はオラトリオやオペラのように管弦楽と合唱、そして多くの場合独唱も交えた作品であるが、わずかながら無伴奏の合唱のための作品も書かれている。1858年に自身の作品である『ロメオとジュリエット』を言い表そうと最初にこの用語を創作したベルリオーズは、自身が思い描く管弦楽と声楽に特有の関係性について説明している。

声楽は頻繁に用いられるが演奏会形式のオペラでもカンタータでもない、合唱交響曲なのだ。始まってすぐに歌があれば、それにより聴衆の心は管弦楽が感情や情熱を表現する劇的な場面への準備を整えることになる。また音楽の展開に合わせて合唱の重みは徐々に増されていかねばならない。それが突如として現れることによって作品の統一性を棄損するのであれば（略）

アリア、レチタティーヴォ、合唱へ向かって演出が構築されていくのが一般的なオラトリオやオペラとは異なり、合唱交響曲は楽章制で交響曲のように構成される。伝統的な4楽章構成とし、急速な開始楽章、緩徐楽章、スケルツォとフィナーレが用いられることもあり、それ以外の楽章設計がなされることもある。合唱交響曲におけるテクストはオラトリオの場合と同様に音楽と同等の重みをもち、合唱と独唱者は楽器と対等にふるまう。時が経つにつれ、テクストの使用によって合唱交響曲はベートーヴェンの第9のような合唱のフィナーレを持つ交響曲から、ストラヴィンスキーの『詩篇交響曲』やマーラーの8番のように曲全体に声楽と器楽が用いられる楽曲へと進化を遂げて行った。
時として、テクストが交響曲の4楽章制に合致するような土台となる筋書きを与えてくれることもある。例えば、エドガー・アラン・ポーの『鐘』の幼少期から結婚、成熟、死へと進む4部立てが、交響曲の4つの楽章をラフマニノフへ暗示して合唱交響曲『鐘』の作曲に繋がったことは自然なことである。交響曲の様式の基礎構造や美的な意図に準拠しながらも、ベルリオーズが『ロメオとジュリエット』でそうであったように、テクストは作曲家の奮起を促して交響曲のジャンルの常識からくる束縛を超えたものに合唱交響曲を拡大させ得るのである。また、テクストは『ロメオとジュリエット』でみられるように、歌唱の入らない部分の音楽的内容にも影響を及ぼし得る。同作品においてベルリオーズは管弦楽に対して器楽音楽により劇の大部分を表現させ、言葉の使用を作品中の説明的、物語的な箇所にとどめている。

## 言葉と音楽の関係
オラトリオの場合と同様、合唱交響曲におけるテクストは音楽と同等の重要性を持ち得るものであり、合唱と独唱者は楽器と同じように音楽的思想の提示と展開に参加することが出来る。また、テクストは作曲者が交響曲の形式に厳格に沿っているのか、もしくは交響曲形式を拡大しているのかを同定する助けにもなる。ラフマニノフ、ブリテン、ショスタコーヴィチの場合は前者であり、後者にはベルリオーズ、マーラー、ブライアンが属する。場合によってはテクストの選択により作曲者が異なる交響曲形式へ誘われることもある。シマノフスキ、シュニトケ、そして再びブライアンがこれに該当する。さらに、作曲家はテクストをより流動的に、物語というより音楽の方法に則て扱うことを選択することも可能である。そうしたものにはヴォーン・ウィリアムズ、マーラー、グラスの例が合致する。

### テクストの音楽的処理

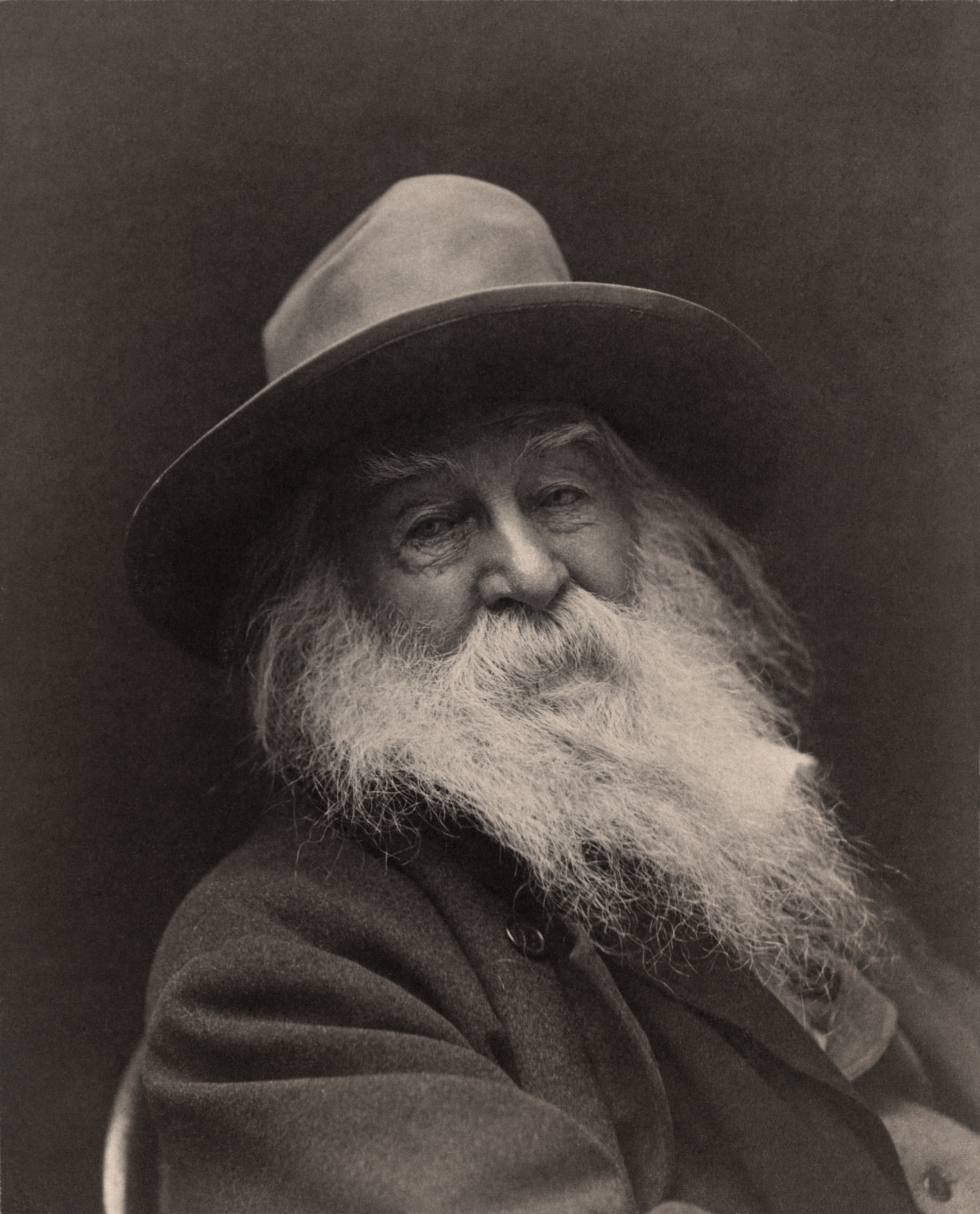
ウォルト・ホイットマンが用いた自由詩は、テクストへの流動性の高い作曲法を模索していた作曲家から評価された。

ヴォーン・ウィリアムズが『海の交響曲』のために執筆したプログラム・ノートでは、テクストがいかに音楽として扱われるべきであるかが論じられている。彼は次のように書いている。「本作の構想は物語的、劇的というよりも交響的なものです。このことにより、詩文中に存在する重要な語句や節を何度も繰り返すことが正しいのだと説明されるのではないでしょうか。こうして言葉が音楽同様に交響的に処理されるのです。」彼にこの交響曲への霊感を与えたのはウォルト・ホイットマンの詩であったが、伝統的な韻律のあるテクストよりも構造の流動性が重要性を増してきていた時に、ホイットマンが自由詩を用いたことが評価されるようになったのである。この流動性によってヴォーン・ウィリアムズが頭に描いていた、テクストの非物語的で交響的な処理の促進に弾みがついた。特に第3楽章ではテクストは説明性に乏しく、「音楽にこき使われ」もする。反復される行があれば、原文では隣通しでない行が音楽中では繋がって現れることもあり、一部は完全に省かれてしまっている。
テクストに対して非物語的なアプローチを行ったのはヴォーン・ウィリアムズだけではない。マーラーは交響曲第8番で同じような、ことによるとさらに急進的な手段を取った。第1部の「来たれ、創造主たる聖霊よ」（Veni, Creator Spiritus）で大量の行を提示したその方法は、音楽ライターで評論家のマイケル・スタインバーグをして「反復、結合、反転、転置、合体の信じがたい濃密な発達」と評せしめた。同交響曲の第2部ではゲーテのテクストを用いて同様に、2つの大幅なカット及びその他変更が加えられた。
これ以外にテクストの音楽としての使用を一層推し進めた作品もある。ヴォーン・ウィリアムズは映画『南極のスコット』を土台にした『南極交響曲』において、寒々と吹き荒ぶ雰囲気を全体に作り上げるのを補助する役割で、歌詞のない女声合唱を使用している。グラスは『トルテカ・シンフォニー』としても知られる交響曲第7番の第2、第3楽章で合唱を使用しながらも、歌詞には現実の言語は用いられなかった。その代わりに歌詞は「総体としての管弦楽によるテクスチュアの、喚情的な文脈に付け加えられる形の固定されない音節から」成るのだと、作曲者は述べている。

### 等価な音楽と言葉

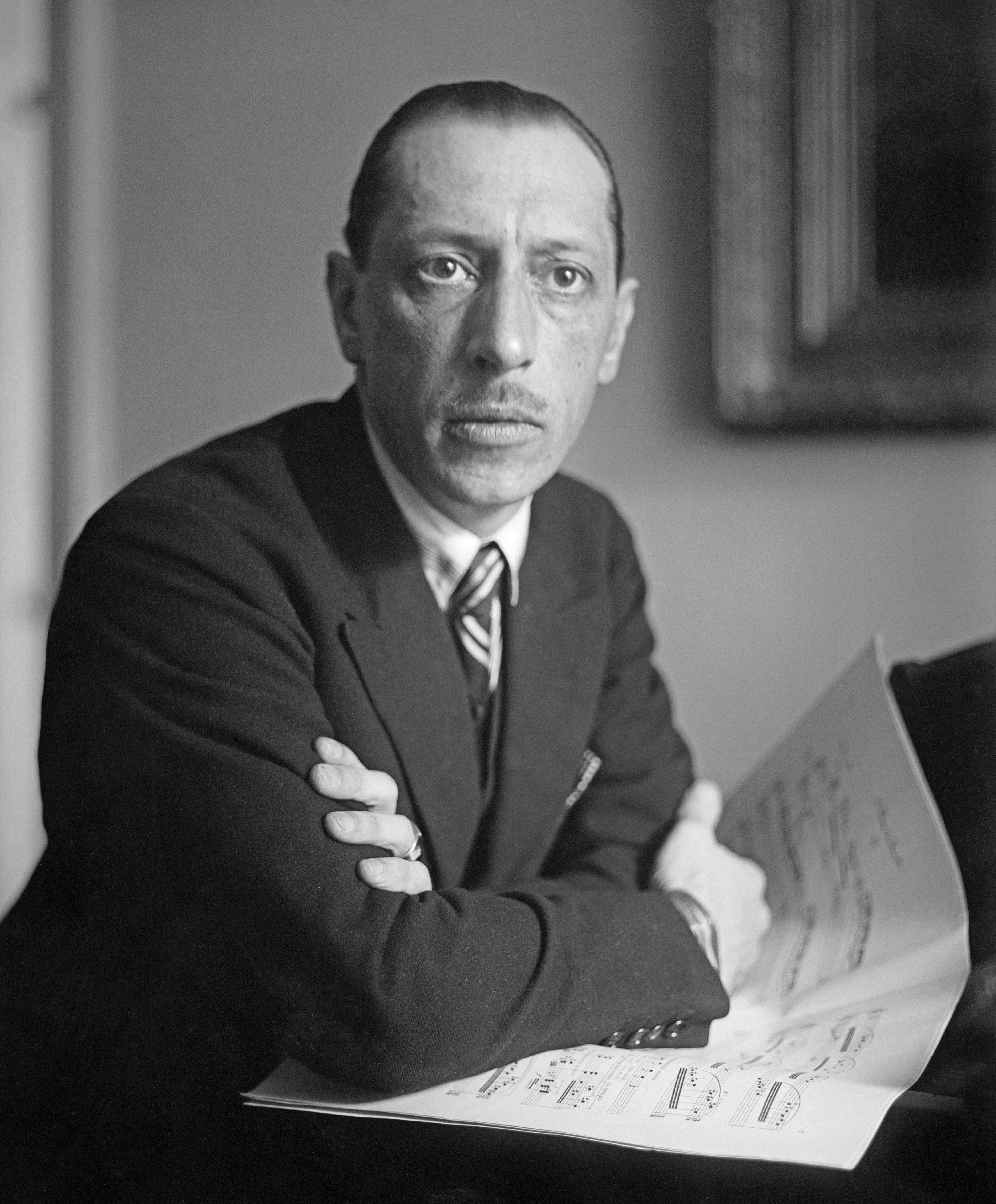
イーゴリ・ストラヴィンスキーは『詩篇交響曲』において合唱と管弦楽を「同じ立脚点」で用いた。

ストラヴィンスキーは自作の『詩篇交響曲』のテクストについてこう述べている。「『詩篇』が歌われるように取り入れた交響曲ではない。それどころかむしろ、私が交響化した『詩篇』の歌唱なのだ。」この判断は非常にテクスト主義であり、また同様に音楽主義である。ストラヴィンスキーの対位法は複数の声部を求めており、それらは旋律やリズムの上では独立でありながら和声的には相互に関連しつつ同時に機能しなければならない。個々に聞けば非常に異なるにもかかわらず、同時に聞かれた場合には調和するのである。この声部の相互作用の清澄さを最大限まで高めるため、ストラヴィンスキーが使用したのは「合唱と器楽という2つの要素が同じ立脚点に位置するはずながら、いずれもが相手を超えないようなアンサンブル」であった。
マーラーが交響曲第8番で桁外れに強大な迫力を描くにあたって意図したのも、同様の声楽と器楽の間での力学的均衡であった。彼がそのような力を用いたことにより曲は報道関係者から「千人の交響曲」という通称を授けられたが、それは単に大袈裟な効果を狙ったものではなかった。ストラヴィンスキー同様、マーラーは対位法を広範囲に拡張して使用しており、それはとりわけ第1部の「来たれ、創造主たる聖霊よ」に顕著である。音楽ライターのマイケル・ケネディーによれば、マーラーは第1部を通して複数の独立した旋律的声部を操作するにあたり、相当な熟達度合を示しているという。音楽学者のデリック・クックはマーラーが強大な力を「並外れた明晰さ」で処理していると付言している。
ヴォーン・ウィリアムズも『海の交響曲』における言葉と音楽の均衡を強調し、作品のプログラム・ノートに次のように記している。「管弦楽が音楽的発想を実行に移すにあたり、合唱や独唱者らと対等な役割を担っているのだということも注目に値する。」音楽評論家のサミュエル・ラングフォードが作曲者に同意する形で『ガーディアン』紙に本作の初演について記したのは次のような内容であった。「これは我々が手にしている、真の合唱交響曲へ最も近づいた手法である。声楽は全編を通じてオーケストラと全く同じく自由に用いられている。」

### 交響曲の形式を決定する言葉

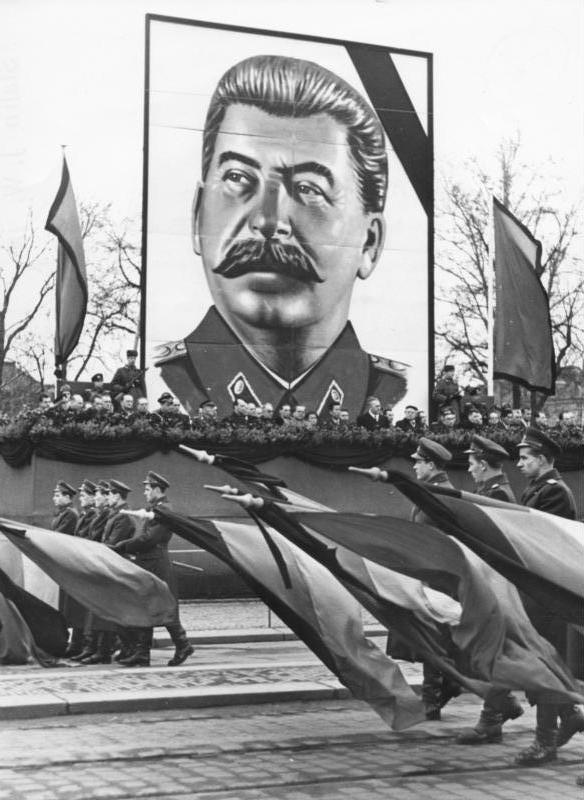
スターリン（写真）支配下での恐怖やその他ソビエトの虐待を描いたエフゲニー・エフトゥシェンコの詩に触発されてショスタコーヴィチは交響曲第13番を作曲した。

ラフマニノフの合唱交響曲である『鐘』は、ポーの詩にある幼少期から結婚、成熟、死という4部から成る進行を反映している。ブリテンは『春の交響曲』においてパターンを逆にして見せた - 交響曲の4つの部分は存在するが、作曲者の言によると「冬から春への進行、そしてそれがもらたす大地と生命の目覚め（中略）交響曲の伝統的4楽章制に収まっていますが、楽章は同じような雰囲気や視点により結合された小さなセクションに分割されています。」
ショスタコーヴィチの交響曲第13番『バビ・ヤール』の誕生はいささか複雑であった。彼はエフゲニー・エフトゥシェンコが著した詩『バビ・ヤール』を読了後ほとんど間を置かずに曲を書いたが、当初は単一楽章の楽曲にしようと考えていた。エフトゥシェンコの詩集『Vzmakh ruki』から他に3編の詩を見出したことに後押しされた彼は完全長の合唱交響曲へと進んでいき、「出世」を終楽章に置くことになった。音楽学者のFrancis Maesがコメントするところでは、ショスタコーヴィチはこれを行うためにソビエトによる他の虐待に関するエフトゥシェンコの韻文により『バビ・ヤール』の主題を補完したという。「『商店で』はこの上なく基本的な食糧を購入するのに、何時間も経って列に並ばなければならない女性たちへの賛辞であり（中略）『恐怖』はスターリンの下での恐怖を呼び起こす。『出世』は官僚に対する非難、そして真の創造性への賛歌である。」音楽史家のボリス・シュヴァルツは、ショスタコーヴィチが配置した順序通りに、詩が力強く劇的な開始楽章、スケルツォ、2つの緩徐楽章とフィナーレを形作っていると付け加えている。
他に、テクストの選定が作曲者を異なる交響曲形式へと導く場合もある。ハヴァーガル・ブライアンは『勝利の歌』（Das Siegeslied）という副題を付けた交響曲第4番を、テクストに用いた詩篇第68篇の3部構造によって語らせることにした。13-18行目を用いて作曲されたソプラノ独唱と管弦楽のための音楽が静かな間奏曲となり、大合唱とオーケストラの力を用いて書かれた、規模が大きく非常に半音階的な両端楽章の間に位置している。同じく、シマノフスキは交響曲第3番『夜の歌』において、13世紀ペルシアの詩人ジャラール・ウッディーン・ルーミーのテクストを使用しており、ジム・サムソンはこれを「単一の3部構成楽章」、また「全体としてのアーチ構造」と呼んだ。

### 交響曲の形式を拡大する言葉

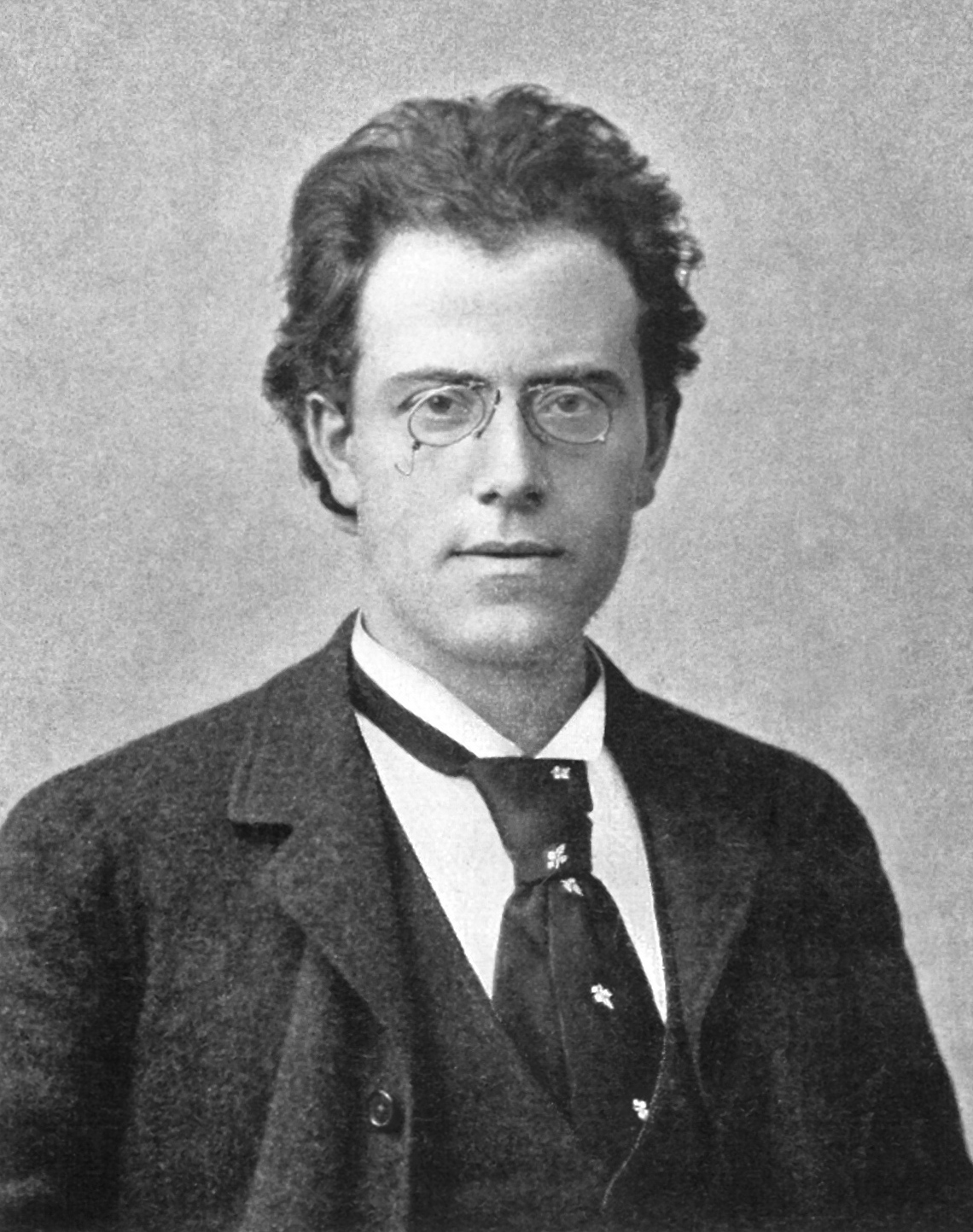
グスタフ・マーラーははじめベートーヴェンの第9の様式を拡張し、後にそれを放棄した。

作曲家は合唱交響曲に交響曲のジャンルの一般的制約を超えさせることによってテクストに応えることもある。これがはっきり表れているのが、ベルリオーズが『ロメオとジュリエット』のために用意した珍しいオーケストレーションと舞台用の指示である。この作品は7つの楽章から成り、第4楽章の「愛の妖精の女王マブ」の後に休憩を置くことを求めている。この間にハープを舞台からおろし、続く葬送行進のためにキャピュレット家の合唱を入場させるのである。ベルリオーズの伝記作家であるダラス・ケーン・ホロマンは次のようなことを見出している。「ベルリオーズの見立て通り、この作品には物語的要素が横たわっているが単純なベートーヴェン的な構成となっている。核となる手法は『幻想[交響曲]』のような合唱付きフィナーレを持つ5楽章の交響曲で、スケルツォと行進曲の両方の（中略）『追加』楽章はこれにより小部分、及び[作品を締めくくる]墓の情景の『ポプリ』により導入部となるのである。」
マーラーは交響曲第2番『復活』において、筋書き的な理由、交響的な理由の両面からベートーヴェン風のモデルを拡張した。声楽の入る第4楽章「原光」は、第3楽章の子どものような信条をマーラーが終楽章で解決させようとした観念的な緊張へと橋渡しするのである。次に彼は交響曲第3番でこの形式を捨て、はじめに純器楽的な楽章を3つ、2つの声楽と管弦楽の楽章が続き、終楽章を再び器楽のみとした。ブライアンはマーラーのようにベートーヴェンの様式を拡大させつつも、交響曲第1番『ゴシック』では遥かに規模が大きく、また遥かに強大な管弦楽と合唱の効果を用いた。1919年から1927年にかけて作曲されたこの作品はゲーテの『ファウスト』とゴシック様式の聖堂建築から霊感を受けている。ブライアンの1番は2部構成となっており、第1部は器楽のみの3つの楽章、やはり3楽章からなり1時間以上を要する第2部はラテン語のテ・デウムに曲を付けた形となっている。

## 無伴奏合唱のための交響曲
合唱が声楽と器楽の両方の役割を果たすような、無伴奏合唱のための交響曲を書いた作曲家も少数ながら存在する。グランヴィル・バントックはそうした作品として『Atalanta in Calydon』（1911年）、『Vanity of Vanities』（1913年）、『A Pageant of Human Life』（1913年）の3曲を遺している。音楽評論家のハーバート・アントクリフが「技術的な実験と着想の点で似ている[3作品のうち]最も重要」であると述べている『Atalanta』は、「各パート少なくとも10名以上」と指定された上で20の独立した声部に分かれており、最低でも200人を擁する合唱隊のために書かれている。この効果を武器にバントックは「重さと色彩の異なる」集団を形成させ、「ちょっとした[管弦楽の]色の配合や遠近感のある多様な演奏を実現できる」ようにした。加えて、合唱は概して3部に分割されており、木管楽器、金管楽器と弦楽器から構成される音色に近づけられている。アントクリフが書くには、こうした分割を行うことにより

可能性のあるほとんど全ての声楽的表現が単独、もしくは他との組み合わせで用いられる。合唱隊の様々なパートがそれぞれ言葉を述べていたり、「笑い声」や「泣き声」の調子を表現するのを一度に耳にすると、普通の指揮者や作曲家がいまだ合唱の持つ可能性をいかにわずかしか手中に収めていないかということに気づかされる。そうした組み合わせは適切になされた場合は殊の外効果的であるが、それを実現することは極めて困難である。

ロイ・ハリスは8部にわかれた合唱を用いて1935年に声楽のための交響曲『ア・カペラ』を作曲した。ハリスは和声、リズムと強弱に焦点を当て、ウォルト・ホイットマンのテクストを合唱作品に仕立て上げた。「実際の感覚では、ホイットマンの詩に活き活きと描写される人の努力は、歌手が受ける音楽上の試練に近いのだということが見いだされる」とし、ジョン・プロフィットは演奏者にとってのこの音楽の難しさ、及び喚情的な質の高さについて言及している。マルコム・ウィリアムソンは1960年から1962年にかけて、オーストラリアの詩人ジェームズ・マコーリーのテクストを用いて声楽のための交響曲を書いた。ルイス・ミッチェルの記すところではこの作品は純粋ないかなる感覚をもってしても交響曲とはいえず、むしろ独唱コントラルトの祈りの言葉に続く4楽章の作品であるという。テクストはオーストラリアの荒野と幻想のようなキリスト教信仰を賛美した内容が合わさってできており、そのギザギザした行とリズムに音楽が合わせている。ミッチェルは次のように書いている。「Tribe Brotherのためのレクイエムが例外となる可能性がある他は、この交響曲は彼の全合唱作品の中で感情的に最もオーストラリア的である。」

## 標題的意図

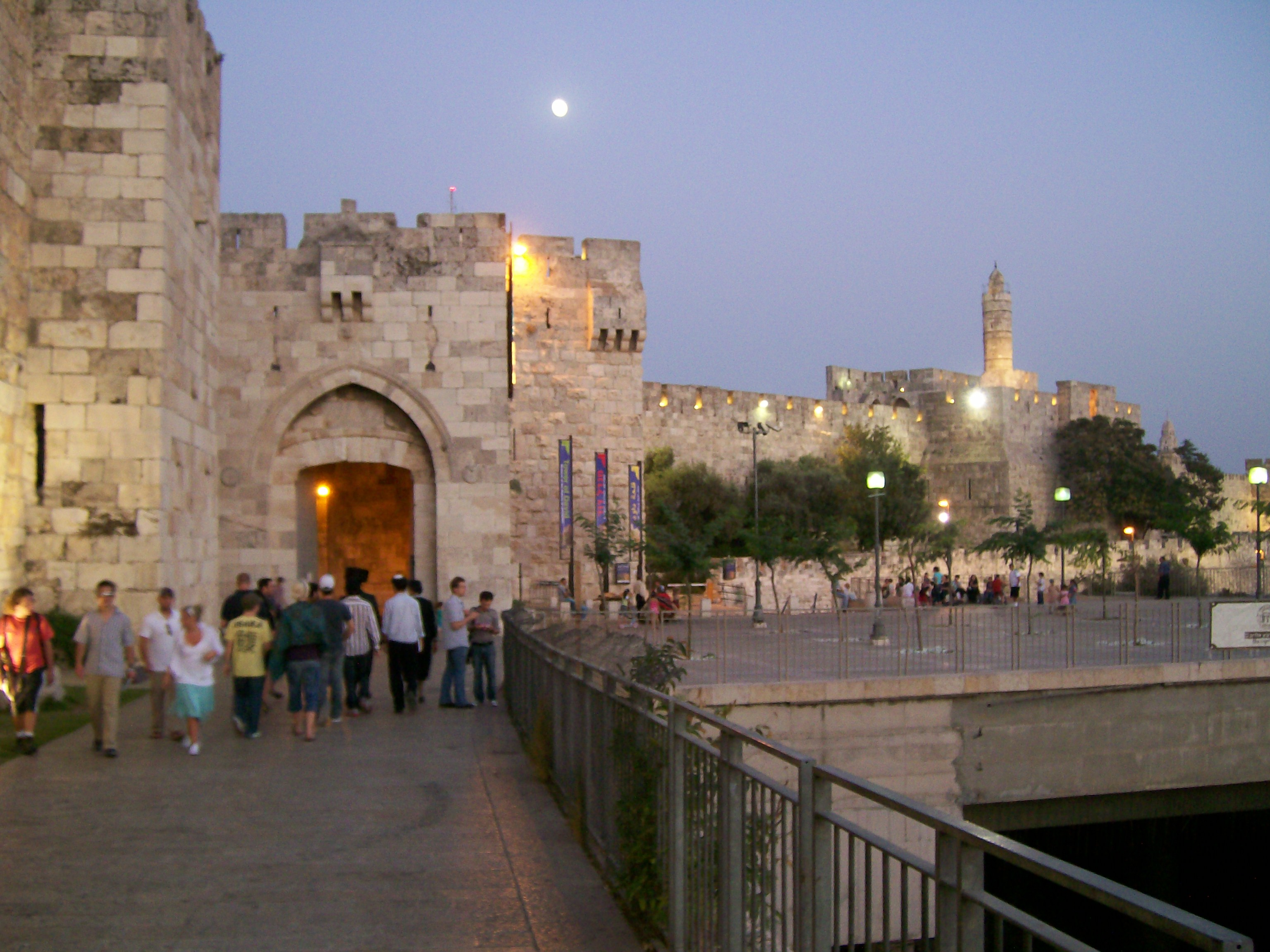
エルサレムのヤッフォ門。ペンデレツキの交響曲第7番は『エルサレムの7つの門』という副題を持ち、「様々なレベルで『7』という数字に満たされている。」

近年の作品には交響曲の形式よりも標題的な意図に多くの注意を払ったものがある。ハンス・ヴェルナー・ヘンツェはアンナ・ゼーガース著の小説『第七の十字架』を構造の骨組みとして、1997年に7楽章からなる交響曲第9番を作曲している。小説はナチスの収容所からの7人の避難者のフライトに関する物語で、7つの十字架は7つの死刑宣告文を象徴している。ひとりの収容者が苦難を超えて自由を手にする箇所がテクストの山場となっている。ペンデレツキの交響曲第7番『エルサレムの7つの門』は当初オラトリオとして着想された。この作品は7楽章で書かれているのみならず、音楽学者のリチャード・ホワイトハウスによれば「様々なレベルで『7』という数字に満たされている。」7音からなるフレーズの仕組みを広範に用いること、そして同じ高さの音の7回反復を頻繁に行うことで作品がまとめられる。最後はフォルティッシモで奏される7つの和音により作品は閉じられる。
1999年に完成されたフィリップ・グラスの交響曲第5番は『レクイエム, 詩人, 顕現』という副題を持ち、その標題的意図を満たすために12の楽章を備える。グラス自身は次のように書いている。「この交響曲への私の計画は、多くの世界の偉大な『英知』の伝統を広い範囲で示すこと」であり、「世界の創造以前に始まり、地球の生命と楽園を通り抜け、未来の献辞で締めくくられる声楽のテクスト」を生み出した。21世紀のはじまりにあたる千年期は過去、現在と霊的な再生を繋ぐ象徴的架け橋になると考えているとグラスは記している。
さらに最近になって、グラスは交響曲第7番においてウィラリカの聖なる三位一体を基に哲学的、音楽的な構造を作り上げた。グラスは各楽章の表題と、それらと交響曲全体の構造との関係性について記している。「『The Corn』は母なる大地と人類の幸福の直接的な関わりを示しています（中略）『The Sacred Root』は北部及び中央メキシコの高地砂漠で見出され、霊的な世界へ通じる扉と理解されています。『The Blue Deer』は知識の書の所有者と考えられています。『知識人』になりたいと強く望むいかなる男性も女性も、根気強い鍛錬と努力により、Blue Deerに出会わなければならなくなるのです（略）」

### 標題的意図を変化させる言葉
テクストを加えることは楽曲の標題的意図を効果的に変化させ得る。フランツ・リストの2つの合唱交響曲もそうである。『ファウスト交響曲』も『ダンテ交響曲』も純器楽作品として構想され、後から合唱交響曲となった。リスト研究の権威であるハンフリー・サールが後から合唱が入ったことで『ファウスト』は上手くまとめ上げられ完成をみたと断言する一方、別のリストの専門家リーヴス・シュルスタッド（Reeves Shulstad）は作品自体に異なる解釈がなされるように劇的な中心点を変更したのだろうと論じている。シュルスタッドによると「1854年のリストの初稿の終わりは、グレートヒェンを最後にさっと参照し、（中略）開始楽章の最も威厳ある主題群に基づき、ハ長調で管弦楽が締めくくっていた。この終結はファウスト並びに彼の想像力のペルソナの範疇に収まっていたといえるかもしれない。」リストが3年後に作品を再考した際、彼はゲーテの『ファウスト』の最後の文句から男声合唱が歌う『神秘の合唱』を追加した。テノール独唱が合唱を伴い、テクストの最後の2行を歌うのである。シュルスタッドは次のように記す。「『神秘の合唱』のテクストの追加により、グレートヒェンの主題は変容して、彼女はもはや仮面を付けたファウストには見えなくなる。こうして劇の最後の場面と直接の関わりが持たれることで、我々はファウストの想像の世界から逃れて、彼の抗いと救済について述べる異なる声を聞くことになる。」

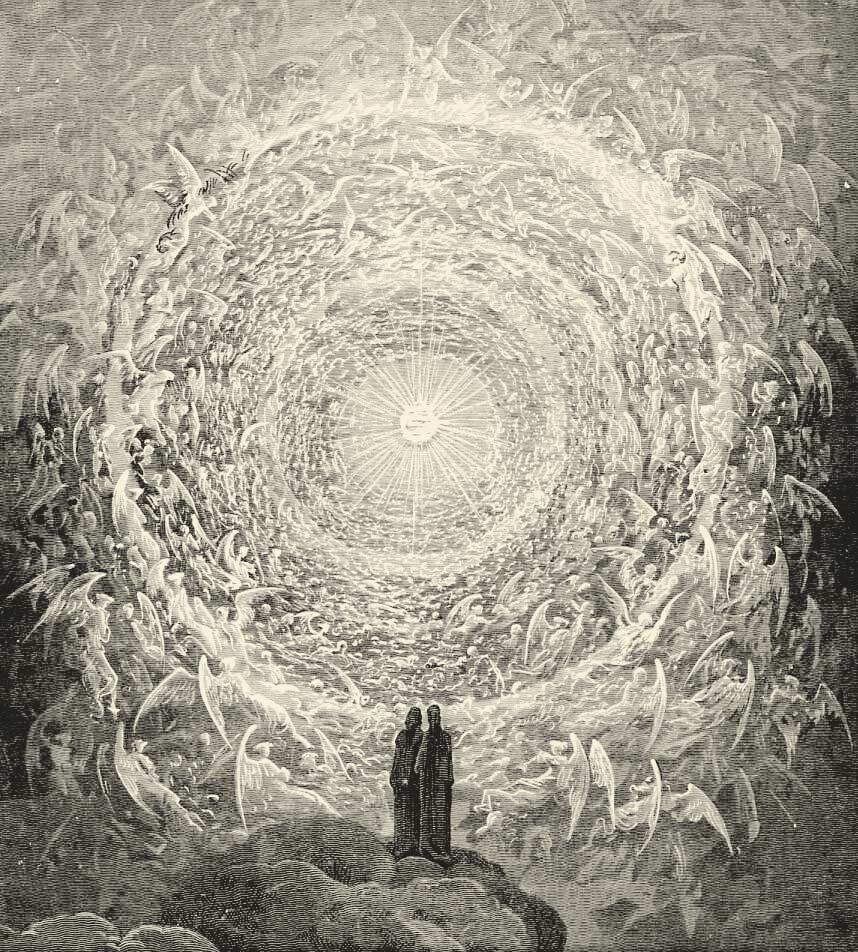
ダンテの「天国篇」第31篇より。ギュスターヴ・ドレ画。ダンテが彼方からの天国の音楽を聴いている。

同様に、リストがダンテ交響曲の最後にも合唱を加えたことにより、作品の構造と標題的意図が変質を遂げた。リストは作品を『神曲』の構造に沿わせ、交響曲を3楽章制として各々を「地獄篇」、「煉獄篇」、「天国篇」とするつもりだった。しかし、リストの娘婿にあたるリヒャルト・ワーグナーに、地上の作曲家には楽園の歓びを忠実に表現することはできないと説得される。これによりリストは第3楽章をやめにして、代わりに第2楽章の結尾部に合唱要素となる「マニフィカト」を付け加えた。サールが主張するには、この行動により作品の形式的均衡は効果的に破壊され、聴衆はダンテのように天国の高みに向かって天を見つめ、彼方からのその音楽を聴くことになるという。シュルスタッドが論じるには、最後の合唱により楽園へ至るためのもがきから解放されて、本作の物語の軌跡が完成することを助けているという。
反対に、テクストの存在が合唱交響曲の誕生への閃きとなり、標題的な焦点が変化したことで作品が純器楽的な楽曲として完成されることもある。ショスタコーヴィチは元々、交響曲第7番を自身の交響曲第2番や第3番のような単一楽章の合唱交響曲として計画していた。ショスタコーヴィチは詩篇第9篇をテクストに用い、罪なき血が流されたことに対する復讐を題材に採るつもりであったと伝えられる。これを行うにあたり彼はストラヴィンスキーから影響を受けており、深い感銘を受けた『詩篇交響曲』に匹敵する作品を作ろうとこの作品に取り組んだ。詩篇第9篇のテーマはスターリンの圧政に対するショスタコーヴィチの義憤を伝えるものではあったが、ドイツ軍の侵攻以前にはそのようなテクストを伴う楽曲の公開演奏を行うことは不可能な状態だった。ヒトラーによる侵略は、少なくとも理屈の上でそのような作品の発表を可能にした。「血」への言及を、公の意味としてであればヒトラーに関連付けることが出来たからである。スターリンがソビエトの愛国的、宗教的情緒に訴えかけていたため、権力者は正教会を主題に取ることや想起させることに対する抑圧をもはや行っていなかった。にもかかわらず、ショスタコーヴィチは自作がこの象徴性を大きく超えてしまうとやがて悟ることになる。そこで彼はこの交響曲を伝統的な4楽章制に拡大し、純器楽作品としたのであった。

### テクストを使用しない表現での代替
ベルリオーズは、テクストの標題的側面を利用して『ロメオとジュリエット』の交響曲形式を形作らせ、その内容の手引きとする一方で、管弦楽がテクストに取って代わって言葉を使わずにどれだけそうした表現を深められるかを示しもした。彼は『ロメオ』の序文に次のように書いている。

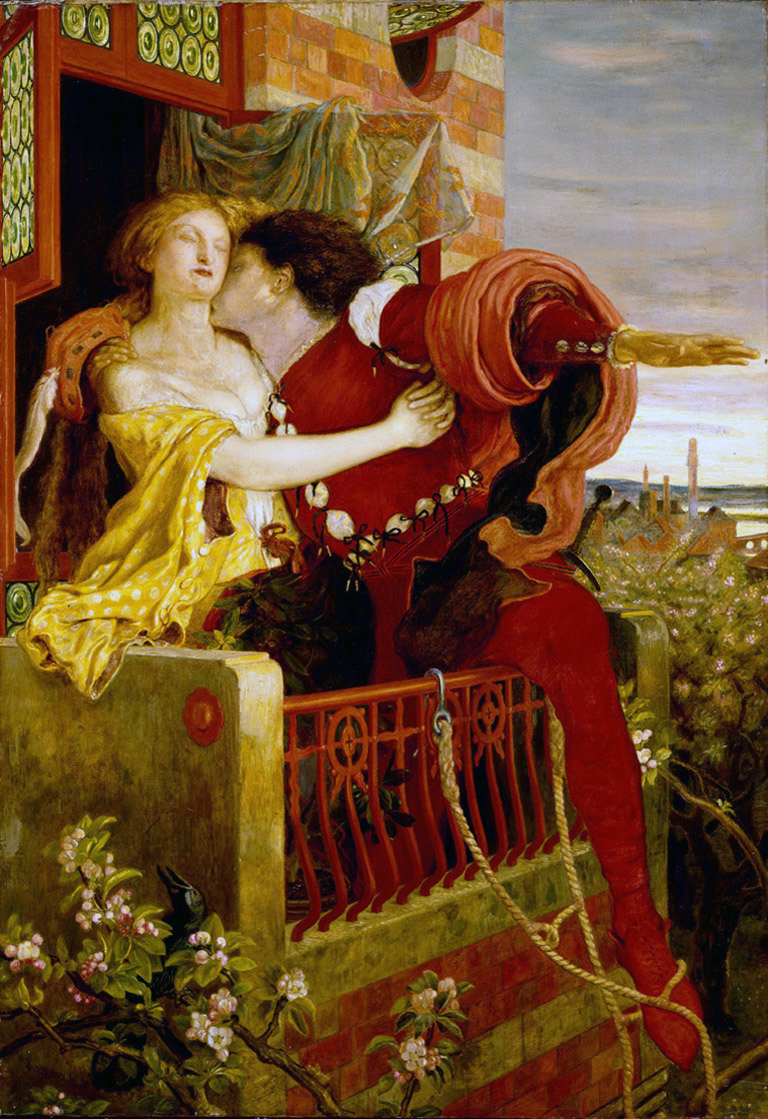
ベルリオーズはテクストを用いて『ロメオ』の交響的形式を形作らせたが、音楽が言葉を用いずにテクストを代替できるようにもした。

もし、有名な庭園と墓地のシーンの2人の恋人の対話にてジュリエットの傍らで、またロミオの情熱の爆発が歌われず、もし愛や嘆きの二重唱がオーケストラに委ねられたのだとしたら、理由は多数あり理解も容易である。第一に、これは交響曲であってオペラではないのであり、これだけで十分であろうということ。第二に、この類の二重唱は幾度となく最大級の巨匠たちが声楽として扱ってきているのだから、別の表現方法を試みるのが賢明かつ風変りであること。さらに、この愛が高尚であるために表現が音楽家にとって非常に危険だった。そのため、こうした場合には器楽の方がより豊かで、より変化に富み、正確性に劣り、非常に漠然としているが故に比較にならない程力強いにもかかわらず、音楽家は歌われる言葉の前向きな意味が器楽語法を頼りにすることをさせないと思うほどに、創造力を豊かにしなければならなかった。

宣言文として、この段落は同一の音楽作品の中における交響的要素と標題的要素の融合にとり重要なものとなった。音楽学者のヒュー・マクドナルドが記すには、ベルリオーズは交響的構築に関する詳細な見解を頭の中に持っていたため、管弦楽に器楽的に劇的な箇所の大半を表現させ、説明的であったり叙述的な部分に言葉を使って音楽にしたという。同僚の音楽学者であるニコラス・テンパーリーは、ベルリオーズは『ロメオ』において作品が交響曲と認識できる範囲を逸脱するのを避けつつ、物語的なテクストが合唱交響曲の構造を支配できるようなモデルを創り上げたのだと論じている。この意味において、リストやマーラーの交響曲はベルリオーズの影響に負うところがあるのだと、音楽学者のマーク・エヴァンス・ボンズは書いている。
さらに最近では、アルフレート・シュニトケがテクストの物語的側面を用い、自身の2作の合唱交響曲において言葉が歌われない場面も含めて曲を規定させてみせた。全6楽章からなる彼の交響曲第2番はローマ・カトリック式のミサ曲の順序に従って進み、物語風に2つの段階が並行して進むようになっている。昇階曲から採られたコラールへ付された音楽により独唱者と合唱が簡潔にミサ曲を演奏する中、オーケストラが拡大された同時解説を行っていき、それがミサの部分の演奏よりもかなり長く続いていく。解説はときに特定のコラールに従ったものとなるが、多くの場合自由度が高く様式的にも広い幅を持つ。結果として形の上で不均衡となっているが、伝記作家のアレクサンドル・イヴァシュキン（Alexander Ivashkin）はこう述べる。「音楽的にこれらほとんど全ての箇所で、コラールの曲と、続く拡大されたオーケストラの『解説』が混ぜ合わされている。」この作品はシュニトケが呼ぶところの「見えざるミサ曲」となり、イヴァシュキンは「コラールを背景にした交響曲」と名付けることになった。
シュニトケの交響曲第4番の持つ標題は、作曲当時の作曲者自身の宗教的ジレンマを反映しており、演奏はより複雑となり、大部分は言葉を伴わずに表現される。単一楽章の交響曲を形作る22の変奏において、シュニトケはイエス・キリストの生涯における重要な瞬間を際立たせる15の伝統的なロザリオの神秘を示し出した。第2交響曲で行ったのと同様に、彼は描写中の事柄に関する音楽解説を同時に用意した。カトリック、プロテスタント、ユダヤ教、正統派の信仰する教会音楽を引用しつつ、数多くの音楽の流れが同時に進行してオーケストラのテクスチュアが極端に濃密になる中で、彼はこれを実行している。テノールとカウンターテナーが曲中の2か所で歌詞のない歌唱を行う。歌詞はフィナーレで4種類の教会音楽が対位法的に扱われる場面まで温存され、そこで4部の合唱が『アヴェ・マリア』を唱和する。合唱は『アヴェ・マリア』をロシア語で歌うか、ラテン語で歌うかを選択することが出来る。イヴァシュキンが書くのは、これら異なる種類の音楽を用いる標題的な意図は、作曲者の「様々な信条が表明される中にあっての、人類の団結、統合、調和（中略）という思想」の主張にあるということである。